# Franz Pfanne
Franz Pfanne (* 10. Dezember 1994 in Bautzen) ist ein deutscher Fußballspieler. Der Defensivspieler steht ab der Saison 2024/25 bei Hansa Rostock unter Vertrag.

## Karriere
Pfanne begann seine Laufbahn in der Jugend der FSV Budissa Bautzen, ehe er in die Nachwuchsabteilung von Dynamo Dresden wechselte. Dort erhielt er nach regelmäßigen Einsätzen für die Oberligamannschaft im Sommer 2013 einen Profivertrag. Sowohl Trainer Stefan Böger wie auch sein Nachfolger Peter Németh setzten den 19-Jährigen im Verlauf der beiden folgenden Spielzeiten aber nur je einmal kurz in der 3. Liga sowie im Sachsenpokal ein. Pfannes bis 30. Juni 2015 laufender Lizenzspielervertrag wurde in der Folge nicht mehr verlängert, woraufhin dieser zu seinem Jugendverein Budissa Bautzen zurückkehrte. Für den Regionalligisten absolvierte Pfanne in drei Saisons als variabel eingesetzter Defensivspieler 86 Pflichtspiele für den Verein. In der Saison 2017/18 war er als Nachfolger von Martin Kolan Spielführer seiner Mannschaft.
Zur Saison 2018/19 wechselte Pfanne ablösefrei zum SV Rödinghausen in die Regionalliga West. Mit den Rödinghausenern traf er in der ersten Runde des DFB-Pokals auf seinen alten Klub Dynamo Dresden, zu diesem Zeitpunkt Zweitligist. Nachdem Dresden besiegt werden konnte, scheiterten Spieler und Verein in der 2. Runde des Wettbewerbs mit 1:2 knapp an Bayern München. Dafür gewann Pfanne mit Rödinghausen nach einem Endspielerfolg über den SC Wiedenbrück den Westfalenpokal. In der folgenden Spielzeit blieb Pfanne auch in Rödinghausen Stammspieler im Defensivbereich, allerdings sorgte die COVID-19-Pandemie dafür, dass nicht alle Saisonspiele absolviert werden konnten. Nach Abrechnung mittels der Quotientenregelung wurde der SV Rödinghausen zum Meister und Teilnehmer an den Drittligaaufstiegsspielen bestimmt. Der Verein nahm dieses Recht aber aus Gründen der Nachhaltigkeit nicht wahr und beantragte dementsprechend keine Lizenz für die 3. Liga.
Anschließend wechselte der Defensivspieler innerhalb der Liga zur zweiten Mannschaft von Borussia Dortmund. Für diese kam er in allen Saisonspielen bis auf eins, das er in Folge einer Gelbsperre verpasste, zum Einsatz. Mit nur einer Niederlage (ausgerechnet gegen Pfannes alten Verein Rödinghausen) wurde die U23 des BVB Meister und stieg direkt in die 3. Liga auf. Da Mannschaftskapitän Steffen Tigges verstärkt in der ersten Mannschaft eingesetzt werden sollte, wurde Pfanne im Sommer 2021 zu seinem Nachfolger benannt. Bis zum Sommer 2024 blieb Pfanne verletzungsfrei und war fester Bestandteil der Dortmunder U23, mit der er in der Spielzeit 2023/24 54 Punkte sammelte, was zuvor noch keiner zweiten Mannschaft der Borussia in der 3. Liga gelungen war.
Zur Saison 2024/25 wechselte der Defensivspieler, nachdem er erst im April 2024 seinen Vertrag in Dortmund bis 2026 verlängert hatte, zu Hansa Rostock, das zuvor aus der 2. Bundesliga abgestiegen war. Als Mannschaftskapitän der Kogge gab er im Ostseestadion unter Hansa-Trainer Bernd Hollerbach sein Startelfdebüt am 1. Spieltag der Spielserie gegen den VfB Stuttgart II.

## Erfolge
SV Rödinghausen
- Westfalenpokalsieger: 2019
- Meister der Regionalliga West: 2020 (nach Quotientenregelung)

Borussia Dortmund
- Meister der Regionalliga West und Aufstieg in die 3. Liga: 2021

Hansa Rostock
- Landespokalsieger Mecklenburg-Vorpommern: 2025